# 郭有锋
郭有锋，中华人民共和国政治人物、全国脱贫攻坚先进个人。

## 生平
郭有锋任山阳县扶贫开发局信息监测中心主任。因在脱贫攻坚战中作出突出贡献，2021年2月25日全国脱贫攻坚总结表彰大会上，郭有锋被授予“全国脱贫攻坚先进个人”。